# Eugène Ryter
Eugène Ryter (* 23. März 1890 in La Chaux-de-Fonds; † 8. März 1973 in Neuenburg) war ein Schweizer Gewichtheber.

## Biografie
Eugène Ryter gewann bei den Olympischen Sommerspielen 1920 in Antwerpen im Federgewicht die Bronzemedaille. Während des Wettkampfes stellte er drei olympische Rekorde auf.